# Boissières (Gard)
Boissières è un comune francese di 535 abitanti situato nel dipartimento del Gard, nella regione dell'Occitania.

## Società

### Evoluzione demografica
Abitanti censiti